# Communauté de communes du canton de Beaumont-le-Roger
Die Communauté de communes du Canton de Beaumont-le-Roger ist ein ehemaliger französischer Gemeindeverband (Communauté de communes) im Département Eure und der Region Haute-Normandie. Er wurde am 31. Dezember 1996 gegründet. 2009 erfolgte eine Namensänderung auf Intercom Pays Beaumontais, 2014 eine Fusion mit der Communauté de communes Risle-Charentonne unter dem neuen Namen Intercom Risle et Charentonne.

## Mitglieder
| - Barc - Barquet - Beaumont-le-Roger - Beaumontel - Berville-la-Campagne - Bray - Combon - Écardenville-la-Campagne - Fontaine-la-Soret | - Goupillières - Grosley-sur-Risle - La Houssaye - Perriers-la-Campagne - Le Plessis-Sainte-Opportune - Romilly-la-Puthenaye - Rouge-Perriers - Sainte-Opportune-du-Bosc - Thibouville - Le Tilleul-Othon |

## Quelle
- Le SPLAF (Website zur Bevölkerung und Verwaltungsgrenzen in Frankreich (frz.))